# Hippocampus severnsi

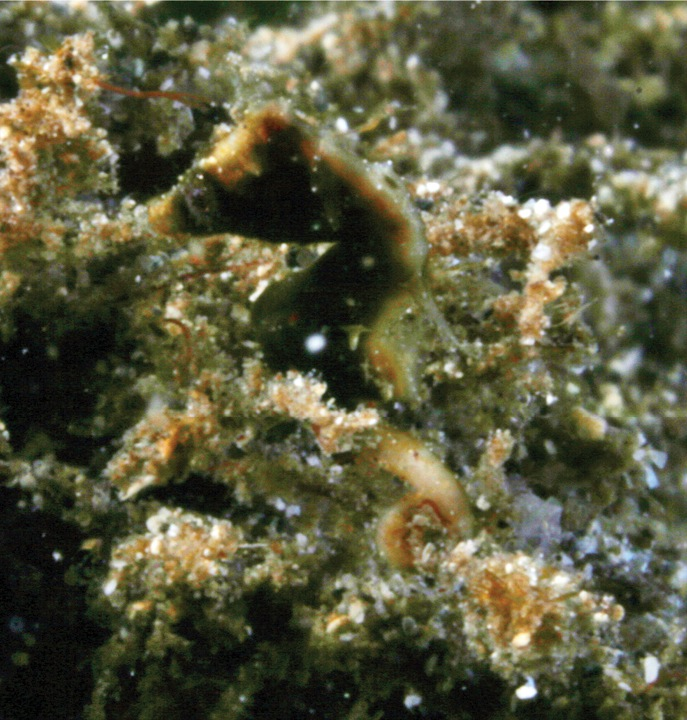
Hippocampus severnsi

Hippocampus severnsi es una especie de pez de la familia Syngnathidae. 
Es una nueva especie de caballito de mar identificada en Indonesia en 2008.
Su nombre es en honor de Mike Severns, el guía de buceo que recolectó los primeros especímenes.

## Morfología
Como señas de identidad propias y diferenciadoras presenta un tamaño extremamente pequeño, 1,4 cm, 12 anillos en el tronco, 27 anillos en la cola, 14 radios en aleta dorsal, 10 radios en aleta pectoral, aleta anal pequeña o ausente, tubérculos dispersos en tronco y cola.
Desprovistos de aleta caudal, que se ha visto modificada en forma de una cola prensil que les permite fijarse sobre algas y plantas. Las aletas pectorales y la dorsal son muy ténues y tienen forma de abanico. La dorsal impulsa los desplazamientos horizontales, está situada a su espalda y la agita unas 3 veces y media por segundo. Las pectorales impulsan los movimientos verticales. 
De color marrón oscuro. Con grandes manchas rojas cubriendo las superficies dorso-laterales. Puntos blancos dispersos en cabeza, tronco y cola. Parte posterior de la cola pálida, con bandas marrones transversales. 
Las diferencias entre sexos son fácilmente distinguibles: Los machos presentan un vientre más abultado de forma redondeada, mientras que en la hembra éste finaliza en forma de ángulo de 90°.

## Hábitat y distribución
Viven cerca de las costas. Se trata de una especie no migratoria que se encuentra entre los 8 y 20 m de profundidad. Normalmente lo encontramos entre algas, especialmente en Halimeda, en hidroides y en gorgonias del género Muricella. Habitan las paredes rocosas de arrecifes, refugiándose de corrientes en grietas.
Se distribuyen en aguas tropicales del océano Pacífico, en Indonesia; Australia; Fiyi; Japón; Papúa Nueva Guinea e Islas Salomón.

## Alimentación
Los hipocampos en general son depredadores voraces. Sus ojos, que tienen movilidad independiente entre sí, les ayudan a reconocer sus presas, pequeños crustáceos que forman parte del zooplancton. Tragan enteras a sus presas al no disponer de dientes, y se ven obligados a consumir grandes cantidades de comida para compensar su rápida e ineficiente digestión, al no poseer estómago. Se alimentan de pequeños invertebrados y larvas planctónicas, que aspiran gracias a su hocico en forma de pipeta, provocando un ruido seco con cada aspiración.

## Reproducción
Son incubadores estacionales. El macho y la hembra se entrelazan con la cola. Después de una danza nupcial, en esta posición, la hembra traspasa los huevos de su cloaca, con ayuda de una papila genital de unos 3 mm de largo,  a la bolsa ventral (incubatriz) de los machos, que está recubierta de suave tejido y dispuesta en compartimentos, para mantener cada huevo separado.
El macho puede juntarse con varias hembras que le dejan huevos, se desarrollan en esta bolsa hasta los 50 o 60 días, y eclosionan dentro ella. El nacimiento o eyección de los jóvenes parece ser agotador para el padre. Agarrándose firmemente con la cola sobre un soporte, frota su bolsa contra una concha o roca hasta que salen los alevines, con fracciones de sus tejidos internos. Los primeros días, los alevines entrarán y saldrán de la bolsa según haya peligro o no en el exterior.